# Raïon de Jlobine
Le raïon de Jlobine (en biélorusse : Жлобінскі раён, Jlobinski raïon ; en russe : Жлобинский район, Jlobinski raïon) est une subdivision de la  voblast de Homiel ou Gomel, en Biélorussie. Son centre administratif est la ville de Jlobine.

## Géographie
Le raïon couvre une superficie de 2 110 km2. Il est arrosé par le Dniepr et la Bérézina. Il est limité au nord par le raïon de Rahatchow, à l'est par le raïon de Bouda-Kachaliova, au sud par le raïon de Retchytsa, au sud-ouest par le raïon de Svetlahorsk et au nord-ouest par la voblast de Moguilev (raïon de Babrouïsk).

## Histoire
Le raïon a été créé le 17 juillet 1924. En juillet 1925, Jlobine, son centre administratif, accéda au statut de ville. En janvier 1938, dans le cadre de la nouvelle division administrative de la RSS de Biélorussie, le raïon de Jlobine fut rattaché à l'oblast de Gomel.

## Population

### Démographie
Les résultats des recensements de la population (*) font apparaître une croissance importante, en particulier dans les années 1980. Dans les premières années du XXIe siècle, au contraire, la population a diminué :
| 1959*  | 1970*  | 1979*  | 1989*  | 1999*   | 2009*   |
| ------ | ------ | ------ | ------ | ------- | ------- |
| 82 070 | 82 265 | 81 502 | 97 777 | 107 016 | 104 871 |

### Nationalités
Selon les résultats du recensement de 2009, la population du raïon se composait de trois nationalités principales :
- 84,95 % de Biélorusses ;
- 9,26 % de Russes ;
- 1,84 % d'Ukrainiens.

### Langues
En 2009, la langue maternelle était le biélorusse pour 54,6 % des habitants et le russe pour 40,6 %. Le biélorusse était parlé à la maison par 23,9 % de la population et le russe par 70,3 %.